# باشگاه فوتبال کابل بانک
باشگاه فوتبال کابل بانک (انگلیسی: Ferozi F.C.) یک باشگاه فوتبال است که در افغانستان قرار دارد.این تیم در حال حاضر در لیگ برتر فوتبال کابل به مصاف حریفان خود می‌رود.

## افتخارات
- لیگ برتر کابل
  - نایب قهرمانی: ۲۰۰۷، ۲۰۱۳[۲]
- جام ملی افغانستان
  - نایب قهرمانی: ۲۰۰۸
- جام کابل
  - قهرمانی: ۲۰۱۳

## بازیکنان فعلی
تذکر: پرچم استفاده شده در کنار نام بازیکنان نشان‌دهندهٔ ملیتی است که برای بازیکنان در فیفا ثبت شده‌است. این بازیکنان ممکن است بیش از یک ملیت داشته باشند.
| شماره |           | پست       | بازیکن           |
| ----- | --------- | --------- | ---------------- |
| ۱     | افغانستان | دروازه‌بان | حمیدالله یوسفزی  |
| ۱     | افغانستان | دروازه‌بان | شمس الدین امیری  |
| ۷     | افغانستان | هافبک     | اسرافیل کوهستانی |
| ۸     | افغانستان | مهاجم     | احمد خسرو        |
| ۹     | افغانستان | مهاجم     | زیشان آرشاف      |
| ۳۱    | افغانستان | دروازه‌بان | آلیل برکماز      |
| ۲     | افغانستان | مدافع     | دیوید امیرآبادی  |
| ۲     | افغانستان | مدافع     | مقدر قاضیزاده    |
| ۴     | افغانستان | مدافع     | علی هزاره        |
| ۵     | افغانستان | مدافع     | عزیز گزازات      |
| ۸     | افغانستان | هافبک     | وحید ندیم        |

| شماره |           | پست   | بازیکن         |
| ----- | --------- | ----- | -------------- |
| ۲۷    | افغانستان | هافبک | نوآر صادق      |
| ۲۱    | افغانستان | هافبک | اسمال عبدالرضا |
| ۱۳    | افغانستان | هافبک | حمید احمدزی    |
| ۱۹    | افغانستان | هافبک | سامیر گازیر    |
| ۳۰    | افغانستان | هافبک | علی سناربیا    |
| ۱۸    | افغانستان | هافبک | مسعود بن محمد  |
| ۱۷    | افغانستان | مهاجم | یار علی مهدید  |
| ۱۰    | افغانستان | مهاجم | حافظ الله قدمی |
| ۴۹    | افغانستان | مهاجم | اعظم ایوبی     |
| ۲۱    | افغانستان | مهاجم | سامیر          |